# Боррбю
Боррбю, также Бо́рбю (эст. Borrby), на местном наречии Бо́рбе (Borrbe) — деревня в волости Вормси уезда Ляэнемаа, Эстония. Расположена на острове Вормси.

## География и описание
Расположена в северной части острова Вормси, в 4 километрах от волостного центра — деревни Хулло. Высота над уровнем моря — 7 метров.
Климат умеренный. Официальный язык — эстонский. Почтовый индекс — 91302.

## Население
По данным переписи населения 2021 года, в Боррбю проживали 14 человек, из них 10 (71,4 %) — эстонцы.
По данным переписи населения 2011 года, в деревне насчитывалось 4 жителя, из них 3 (75,0 %) — эстонцы.
В 2002 году в деревне жили трое мужчин и одна женщина.
Численность населения деревни Боррбю:
| Год  | 1934 | 1958 | 1970 | 1979 | 1989 | 1998 | 1999 | 2002 | 2011 | 2018 | 2019 | 2020 | 2021 |
| ---- | ---- | ---- | ---- | ---- | ---- | ---- | ---- | ---- | ---- | ---- | ---- | ---- | ---- |
| Чел. | 335  | ↘ 76 | ↘ 7  | ↘ 4  | ↘ 3  | ↗ 6  | 6    | ↘ 4  | 4    | ↗ 22 | ↘ 18 | ↗ 20 | ↘ 14 |

## История
В письменных источниках 1526 года упоминается Borchbue, 1565 года — Boorby, 1590 года — Borby, 1598 года — Borgby.
На военно-топографических картах Российской империи (1846–1863 годы), в состав которой входила Лифляндская губерния, деревня обозначена как Борбю.
До 1919 года деревня принадлежала мызе Сууремыйза (Магнусгоф, нем. Magnushof).
В 1977–1997 годах официальным названием деревни было Борби (Borbi).
С XIII века и до 1944 года на острове Вормси в основном жили балтийские шведы. Считается, что поселенцы прибыли сюда из окрестностей финского города Порвоо (Борго). В 1934 году в Боррбю проживали 57 семей общей численностью 335 человек, это была самая большая деревня на острове. В 1944 году в Швецию эмигрировали 328 человек. Большая часть застройки деревни к настоящему времени разрушена (в том числе 14 ветряных мельниц).
В Боррбю находится старая каменоломня. В давние времена здесь обжигали известь, которая была обменным товаром даже при покупке соли.
В деревне можно увидеть красивые стены из бутового камня — остатки бывших конюшен и коровников.

## Инфраструктура
В Боррбю есть причал для лодок и площадка для проведения народных гуляний.

## Природные достопримечательности
На территории деревни Боррбю расположена часть природного парка Вормси.
Здесь находится несколько ледниковых валунов, а также самый высокий холм острова — Домбакан (Dombackan), место, где были ветряные мельницы. В лесу к востоку от деревни, куда ведёт тропа между полей, находится один из самых больших охраняемых государством ледниковых валунов острова — Смен (Smen, т.е. «кузнец»). Длина камня 9,5 м, ширина 6,5 м, высота 4,3 м, охват 23,9 м, объём 137 м3; внесён в регистр охраняемых природных объектов в 1941 году.
На территории Боррбю охраняются государством места произрастания пыльцеголовника красного, лосняка Лёзеля и место обитания канюка обыкновенного.

## Происхождение топонима
В шведских топонимах слово borg означает городище, твердыню или иное защитное природное образование.